# 黑伯廷根
黑伯廷根是德国巴登-符腾堡州的一个市镇。总面积38.67平方公里，总人口4865人，其中男性2450人，女性2415人（2011年12月31日），人口密度126人/平方公里。